# モルドバ国立図書館
モルドバ国立図書館（モルドバこくりつとしょかん、英: National Library of Moldova ; NLM）は、モルドバの首都キシナウにある国立図書館。正式名称はモルドバ共和国国立図書館（モルドバ語: Biblioteca Naţională a Republicii Moldova ; BNRM、英: National Library of the Republic of Moldova ; NLRM）である:1。
モルドバ国内で刊行されたすべての出版物を受け入れて保管する法定納本図書館であり、国内外の出版物のほかに映像・音響資料やマイクロフィルムなども保管されている:8。モルドバにある図書館の統計データの管理を中心的に行っているほか、同国の地方図書館の司書および職員に対して技術や知識の普及・向上を目的とした研修を行っている:8。文化省の管轄下にあり、運営は図書館に関するユネスコのガイドラインに沿って行われている。2012年に共和国勲章を受章した。

## 構成
図書館は、主に本館および別館の2棟から構成されている。本館は主として書籍の収蔵・保管や閲覧などに利用されている:6。本館として使用されている建物は1958年から1961年にかけて、建築家のアガシ・アンバルツミャン (Agasi Ambartumean) の設計により建設されたもので、3階建てである:6。本館はキシナウの中心部にある1989年8月31日通りの78A番地に所在する:6。
本館の1階には書庫、新聞・雑誌室、催事場、館長室および技術室があるほか、国家デジタル化センターが置かれており、2階には書庫、閲覧室・講義室、図書目録室、サーバー室などがある:13。本館入口の前には、19世紀のルーマニアの劇作家で詩人のヴァシレ・アレクサンドリのブロンズ像が設置されている。本館の裏手には、専ら書庫として利用されている9階建ての建物がある:6。別館は、1989年8月31日通りの78番地に所在し、主として展示会や研修などの実施に利用されている:6。
図書館の組織は、業務管理部門、情報提供サービス部門、情報技術部門、図書館・情報科学研究開発部門、収集・公共関係部門、インフラストラクチャー部門に分かれている:4。職員数は2019年の時点で254人である:3。

## 歴史

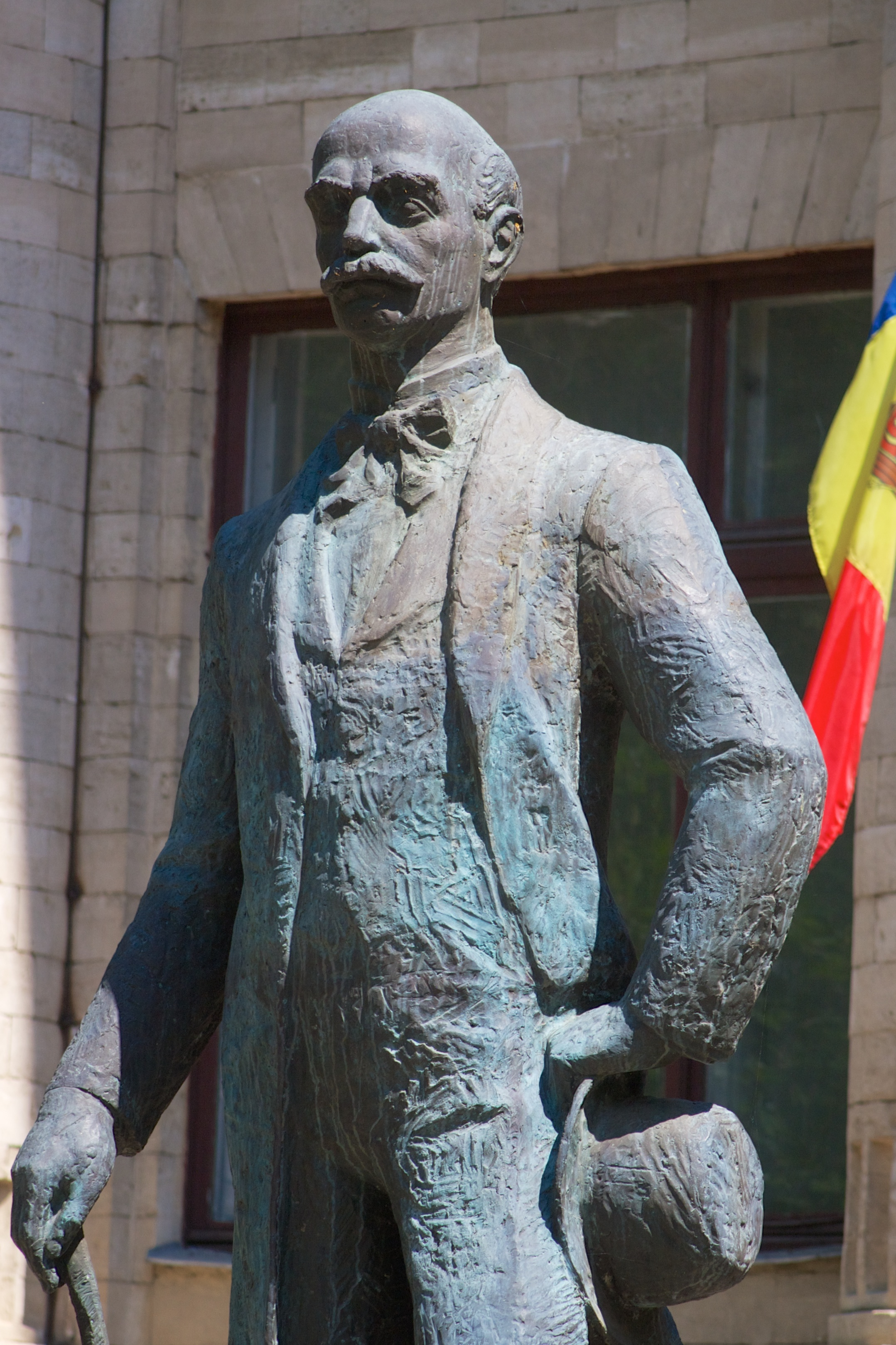
ヴァシレ・アレクサンドリ像

この図書館の歴史は、ロシア帝国の内務省の命令によって設立されたガバメント・パブリック・ライブラリー (Government Public Library) が開館した1832年8月22日に端を発するとされる。ブカレストの出身の法学博士で図書館の建設場所の選定を担当したペトル・マネガ (Petru Manega) と、ベッサラビアの教育者でオデッサの公共図書館のグレードをキシナウの公共図書館のグレードに合わせることに尽力したA・グリンヴィチ  (A. Grinvici) らによって創設された。チェルニウツィーの知識人で中等学校の教師でもあったガヴリイル・ビレヴィチ (Gavriil Bilevici) が最初に司書を務めた。最初の蔵書は、ロシア帝国の軍人で政治家のイヴァン・リプランディが所有していた、主にフランス語で書かれた428巻の書物であり、地理、歴史、旅行および古典文学の本のほかに軍事指揮官や軍事作戦に関する本が含まれていた。
1854年から1860年にかけては図書館が休館されることがよくあり、その理由はクリミア戦争の影響であるとされるが、資金不足のためともされる。1860年、現在モルドバ国立大学がある場所の付近に移転される。1900年には児童図書館が開設された。1918年から1940年までは、図書館は市庁舎の中に所在した。1940年8月、モルダヴィア・ソビエト社会主義共和国国立共和国図書館（モルドバ語: Biblioteca Republicană de Stat a RSSM）がキシナウに開設される。1997年10月5日、彫刻家のイオン・ズデルシウク (Ion Zderciuc) によって製作されたヴァシレ・アレクサンドリ像が公開される。
2005年、欧州国立図書館長会議の正会員となり、以降、ヨーロッパの電子図書館「ヨーロピアナ」に参加している:9。2008年、モルドバ統合図書館情報システム（モルドバ語: Sistemul Integrat al Bibliotecilor Informatizate din Moldova ; SIBIMOL、英: Integrated Information System of Moldova’s Libraries）を創設する。2010年、国立デジタル図書館 “Moldavica” が創設される。国の貴重な書物の保護および図書館システムの開発に関する功績が高く評価され、2012年、当時のモルドバの大統領ニコラエ・ティモフティより共和国勲章を受章する。

## 名称

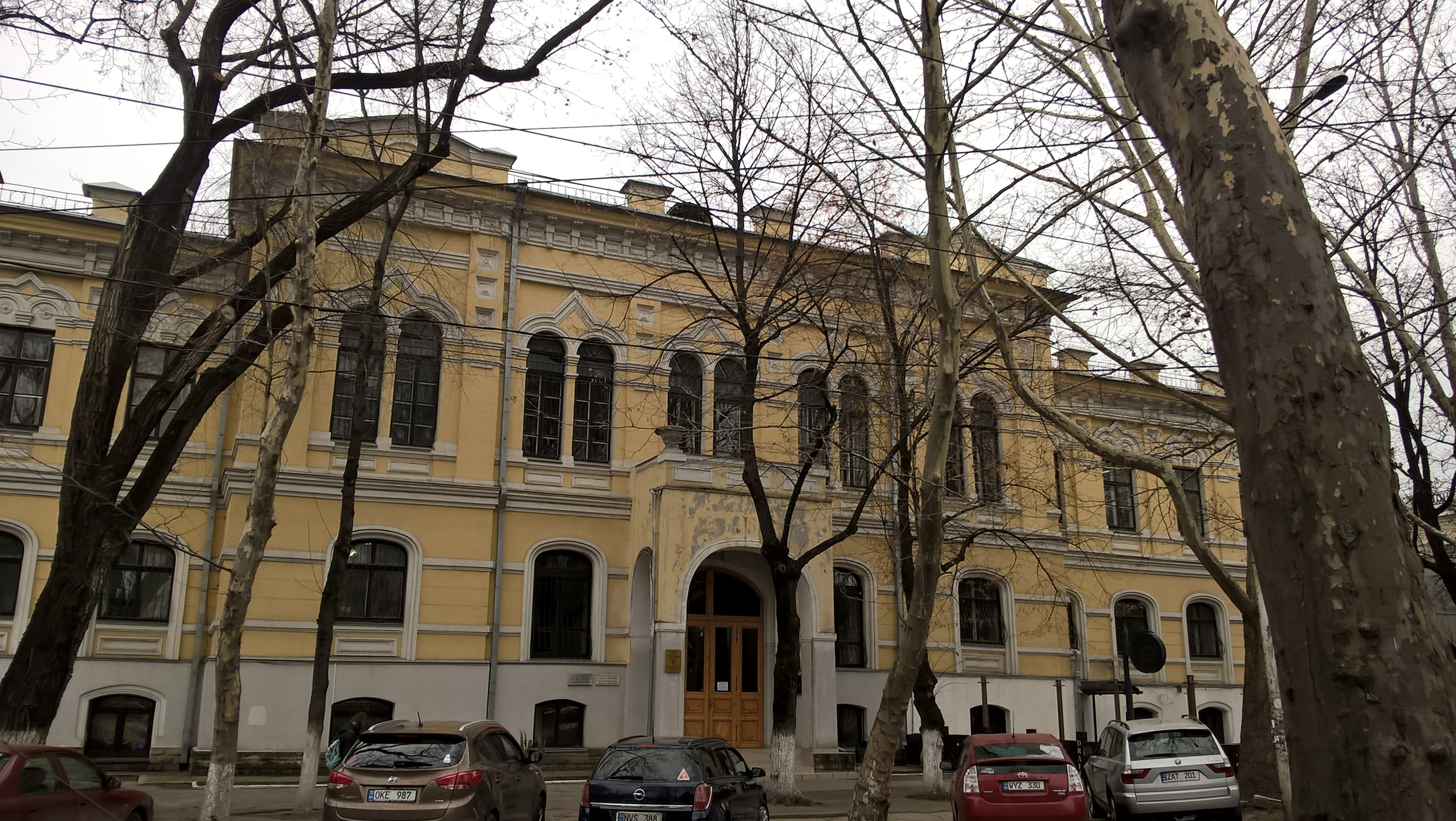
別館

図書館の名称は何度か変更されている。1832年から1875年まではガバメント・パブリック・ライブラリー（モルドバ語: Biblioteca Publică Gubernială）と呼ばれており、1876年から1939年まではキシナウ公共図書館（モルドバ語: Biblioteca Publică din Chişinău）、1940年から1990年まではモルダヴィア・ソビエト社会主義共和国国立共和国図書館と呼ばれていた。ソビエト連邦が崩壊した1991年以降は現在の名称で呼ばれている。

## 蔵書と利用
所蔵する資料の総数は2019年の時点で2,555,846点であり、その種類別の内訳は書籍および雑誌が2,179,969点、グラフィック・ドキュメントが140,259点、視聴覚資料が26,343点、楽譜が63,741点、電子文書が5,041点などであり、内容別の内訳は哲学・宗教・社会科学が783,866点、数学・自然科学が291,267点、地理が23,788点、技術が298,074点、医学が88,042点、農業が171,886点、アート・スポーツが351,996点、言語・文学が449,308点などである。
蔵書の総数は、1980年時点で3,688,922点であったが、1990年時点で3,522,444点、2000年時点で2,781,145点、2004年時点では2,507,055点となっており、減少傾向がみられていたが、2006年時点では2,510,254点、2013年時点では2,568,883点となっており、近年ではおよそ250万点台で推移している。ルーマニア語の蔵書は、1980年時点で221,804点であったが、1990年時点で193,366点、2000年時点で227,427点、2004年時点では260,477点となっており、増加傾向がみられる。2019年の来館者数は66,879人であった。2019年の貸出数は169,845点であった。

## デジタル化事業
モルドバ政府は2012年に、文化遺産としての価値の高い書物や芸術作品のほか、公文書などをデジタルアーカイブ化することにより、国民の文化遺産などへのアクセシビリティを高めることを目的として、「文化セクターの情報化に係る国家プログラム 2012-2020」を策定した。当図書館では、2009年にスイス開発協力庁より寄贈された1台の手動式ブックスキャナーを用いて、2010年から2019年6月末にかけて書物7,283点のデジタルアーカイブ化作業を完了させたが、必要機材の不足のために作業の進捗は芳しくなかった:1。
2020年6月30日、モルドバの外務・欧州統合大臣オレグ・ツレアと駐モルドバ日本国特命全権大使の片山芳宏との間で、一般文化無償資金協力「国立図書館デジタル化機材整備計画」に関する合意文書の署名および交換がキシナウで行われる。この計画は、国立図書館および関係機関に所蔵されている資料のうち、文化的歴史的価値の高い書物や国民的関心の高い書物などをデジタルアーカイブ化するのに用いる機材を整備することを目的としたもので、供与限度額は4,370万円とされる。2022年2月23日、デジタル化機材の引渡し式が開催される。

### 国立デジタル図書館
国立デジタル図書館 “Moldavica” は、モルドバの図書館法第33条「デジタル図書館」の規定に基づいて、国立図書館が2010年に創設したものであり、貴重な資料のデジタル化を行う国家計画である “Memory of Moldova” に登録された、モルドバ国内の図書館、公文書館および博物館に所蔵されている資料の中でも国の文化遺産としての価値の高い書物などがデジタル化され、国立図書館がデジタルコンテンツとして管理し、ウェブサイト上で一般公開されている:8。

## 歴代館長
- Gavriil Bilevici（1832年 - 1835年）
- Nicolai Kozlov（1835年 - 1846年）
- Mihail Saburov（1846年 - 1847年）
- Ivan Tanskii（1848年 - 1855年）
- Platon Globaciov（1852年）
- Botean（1855年 - 1856年）
- Petru Şuşchevici（1856年 - 1857年）
- Venedict Beller（1857年 - 1871年）
- Kurkovski Ana P.（1871年 - 1884年）
- Daria Harjevskaia（1884年 - 1924年）
- Maria Arionescu（1931年 - 1934年）
- Elena Niţescu（1934年 - ）
- Adeli Cernoviţkaia（1944年 - 1946年）
- Ignatie Teleuţă（1946年 - 1948年）
- Alexandr Suhomlinov（1948年 - 1955年）
- Ion Borş（1956年 - 1959年）
- Alexandru Chirtoaca（1959年 - 1963年）
- Gheorghe Cincilei（1963年 - 1964年）
- Petru Ganenco（1965年 - 1983年）
- Grigore Sudacevschi（1984年 - 1987年）
- Tatiana Levandovschi（1987年 - 1992年）
- Alexei Rău（1992年 - 2015年）
- Elena Pintilei（2015年 - ）

出典：